# Judita (Giorgione)
Judita je název obrazu italského renesančního umělce Giorgioneho, vytvořeného okolo roku 1504.
Giorgioneho dílo není velmi obsáhlé a problematické je i přisouzení umělcova autorství. Judita patří k těm pracím, u kterých je jeho autorství nezpochybnitelné.
Námět obrazu zrcadlí ducha doby na přelomu 15. a 16. století. Renesanční umění s oblibou zobrazovalo biblické scény, oslavující heroické vlastnosti člověka.
Současně je možno říci, že obraz je svým ztvárněním typický pro tvorbu Giorgioneho, kladoucího ve svých dílech velký význam na krajinu. Téma obrazu je všeobecně známo z mnohých zobrazení různých malířů – např. Sandro Botticelli, Tizian, Paolo Veronese, Caravaggio a další.
Obraz představuje stojící postavu biblické hrdinky Judity stoupající odhalenou levou nohou na odťatou hlavu Nabuchodonozorovho generála Holoferna. V pravé ruce drží rukojeť smrtící zbraně. Giorgioneho Judita ztělesňuje na rozdíl od jiných autorů ne abstraktní, ale velmi životný ideál ženské krásy, přesně v duchu představ raného 16. století. Štíhlá postava oblečená v lehkých šatech a obnažená noha tento fakt jen potvrzuje. Tvář Judity v sobě skrývá něco tajemného a neodhalitelného.
Malba kdysi zdobila skříňové dveře: původní dřevěná deska, z které byla roku 1893 přenesena na plátno, nesla ještě stopy po pantech a při restauraci, uskutečněné v rocích 1967 – 1970 se našlo místo, kde byla původně klíčová dírka.
O autorství obrazu se dlouho vedly spory. Od roku 1772, kdy dostal do sbírek Ermitáže, byl původně připisovaný Raffaelovi, později různým malířům benátské školy. Že jde nesporně o Giorgioneho dílo, bylo bezpečně dokázáno až v roku 1866.